# Нух (сура)
Нух (араб. نوح — Нух) — семьдесят первая сура Корана. Сура мекканская.  Состоит из 28 аятов.

## Содержание
Сура содержит историю пророка Нуха и его народа. В ней указывается, что он сначала начал призывать свой народ к вере открыто, принародно, потом стал призывать его и тайно, и открыто. В суре рассказывается, как он обратился к Аллаху, жалуясь, что люди из его народа отвернулись от него, были упрямы по отношению к нему и упорны в поклонении идолам, пока не заслужили наказания Аллаха.

 Мы отправили Нуха (Ноя) к его народу: «Предостереги свой народ прежде, чем их постигнут мучительные страдания». ۝ Он сказал: «О мой народ! Воистину, я для вас - предостерегающий и разъясняющий увещеватель. ۝ Поклоняйтесь Аллаху, бойтесь Его и повинуйтесь мне! ۝ Он простит вам ваши грехи и предоставит вам отсрочку до назначенного срока. Воистину, когда срок Аллаха наступает, он уже не откладывается. Если бы вы только знали!» ۝ Он сказал: «Господи! Я призывал мой народ ночью и днём, ۝ но мои проповеди лишь ускорили их бегство. ۝ Каждый раз, когда я призывал их, чтобы Ты простил их, они затыкали пальцами уши и укрывались одеждами. Они упорствовали и надменно превозносились. ۝ Затем я призывал их открыто. ۝ Затем я обращался к ним всенародно и говорил с ними наедине.
—  71:1—28 (Кулиев)